# Isabella af Aragonien, dronning af Frankrig
Isabella af Aragonien (1248 - 28. januar 1271) var dronning af Frankrig fra 1270 til 1271 gennem sit ægteskab med Filip 3. af Frankrig.

## Liv
Isabella var datter af Kong Jakob 1., af Aragonien og hans anden hustru Violanta af Ungarn.
I Clermont den 28. maj 1262 blev Isabella gift med den fremtidige Filip 3. af Frankrig, søn af Ludvig 9. og Margrete af Provence. Hun blev dronning ved sin ægtefælles tronbestigelse i 1270.
Hun ledsagede sin mand på det ottende korstog mod Sultanatet Tunis. På vej hjem gjorde de stop i Cosenza, Calabrien. Seks måneder gravid med sit femte barn, faldt hun den 11. januar 1271 af sin hest. Efter at de havde genoptaget turen tilbage til Frankrig, fødte Isabella en for tidligt dødfødt søn. Hun kom sig aldrig over sine skader og fødslen og døde sytten dage senere, den 28. januar. Hendes død var et ødelæggende følelsesmæssigt slag for hendes mand, især da hun havde været gravid. Filip 3. tog Isabellas og deres dødfødte søns lig videre, og da han omsider var tilbage i Frankrig, begravede han dem i Saint-Denis Basilikaen. Isabellas grav blev som mange andre forstyrret under Den franske revolution i 1793.

## Børn
Hun fik fire sønner:
1. Ludvig (1265–1276)
2. Filip 4. "den Smukke" (1268-1314), konge af Frankrig
3. Robert (1269–1271)
4. Karl af Valois (1270-1325)